# Siegeloperator
Inom matematiken är Siegeloperatorn en linjär avbildning från Siegel-modulära former av nivå 1 och grad d till Siegel-modulära former av grad d−1, som generaliserar konstanta termen av en modulär form. Nollrummet är rummet av Siegel-kuspformer av grad d.